# Juhoslovenská kotlina
Die Juhoslovenská kotlina („Südslowakischer Kessel“) ist ein in der südlichen Slowakei liegender Talkessel, der geomorphologisch zur Lizenz-Kaschauer Senke (Lučensko-košická zníženina) und damit zu den Inneren Westkarpaten gehört.
Der Kessel wird im Nordwesten von der Krupinská planina („Karpferer Hochebene“) und von der Zvolenská kotlina („Altsohler Kessel“), im Norden vom Slowakischen Erzgebirge und Slowakischen Karst, im Osten von der ungarischen Grenze und im Süden von Cerová vrchovina und wieder der ungarischen Grenze umgeben.
Der Kessel wird in weitere drei Einheiten unterteilt:
- Ipeľská kotlina (Eipel-Kessel)
- Lučenská kotlina (Lizenz-Kessel)
- Rimavská kotlina (Rimau-Kessel)

Der Großteil des Kessels wird vom Fluss Ipeľ entwässert, der vom Osten nach Westen fließt und einen Teil der Grenze zwischen Slowakei und Ungarn bildet. Einige östliche Teile des Gebiets gehören zum Einzugsgebiet des Flusses Rimava.